# Peter Ulrich (Kybernetiker)
Peter Ulrich (* 1938 in Chemnitz) ist ein deutscher Kybernetiker. Er war Direktor des Forschungszentrums des Werkzeugmaschinenbaues Karl-Marx-Stadt und ist Träger des Nationalpreises der DDR.

## Leben und Wirken
Nach dem Schulbesuch erlernte er an der Betriebsberufsschule in Einsiedel den Beruf eines Maschinenschlossers mit Abitur. Danach begann er 1958 ein Studium der Technischen Kybernetik an der Technischen Hochschule Karl-Marx-Stadt, welches er 1964 mit Diplom beendete. Im gleichen Jahr wurde er, nachdem er der SED beigetreten war, Gruppenleiter im Forschungszentrum des Werkzeugmaschinenbaues Karl-Marx-Stadt, wo er später zum Abteilungsleiter ernannt wurde. 1973 promovierte er zum Dr.-Ing., nachdem ihm 1971 der Nationalpreis 2. Klasse verliehen worden war.
Von 1978 bis 1983 war er Direktor für Forschung und Entwicklung im Kombinat „Fritz Heckert“ in Karl-Marx-Stadt und wurde im April 1983 Direktor des genannten Forschungszentrums. Hier war er maßgeblich an der Entwicklung des Bearbeitungszentrums CW 500 beteiligt.
Er verfügt über mehrere Patente und trägt weitere hohe Auszeichnungen der DDR. Im Februar 1984 wurde er außerdem zum Mitglied der SED-Leitung im Bezirk Karl-Marx-Stadt gewählt.
1987 wurde dem aus ihm und weiteren Beschäftigten bestehenden Kollektiv aus dem VEB Werkzeugmaschinenkombinat „Fritz Heckert“ Karl-Marx-Stadt und der Technischen Universität Karl-Marx-Stadt der Nationalpreis der DDR 1. Klasse verliehen.